# 内気なあいつ
「内気なあいつ」（うちきなあいつ）は、1975年6月1日に発売されたキャンディーズの6枚目のシングル。

## 解説
- 解散コンサート時点でのシングル売上は累計16万枚（CBS・ソニー調べ）[1]。
- 前作同様、主旋律はソロかユニゾンである。そのためキャンディーズとしてはコーラス色が弱い曲であるが、間奏部のスキャットは3声和音、合いの手のスキャットは2声和音である。
- テレビ出演等では、2作連続でスタンドマイクでの歌唱となった。
- 映画『ザ・ドリフターズのカモだ!!御用だ!!』の挿入歌。

## 収録曲
- 両楽曲共に、作詞：千家和也／作曲・編曲：穂口雄右

1. 内気なあいつ（3分16秒）
2. 恋の病気（3分31秒）

## 参加ミュージシャン

### 内気なあいつ
- 田中清司 - ドラムス[2]
- 村上秀一 - ドラムス[2]